# 尻毛橋駅
尻毛橋駅（しっけばしえき）は、岐阜県岐阜市下尻毛（旧稲葉郡木田村）にあった名古屋鉄道揖斐線の駅である。

## 歴史
1914年（大正3年）に揖斐線の前身である岐北軽便鉄道の開業当時から存在した駅である。1938年（昭和13年）8月に長良川改修工事で休止した後、1939年（昭和14年）2月に再開するが、1944年（昭和19年）に整理対象駅として休止され、そのまま1969年（昭和44年）に廃止された。
- 1914年（大正3年）3月29日 - 岐北軽便鉄道の忠節駅 - 北方町駅（のちの美濃北方駅）間の開通と同時に開業[4][5]。
- 1938年（昭和13年）8月4日 - 長良川改修工事のため、忠節駅 - 尻毛駅間を休止。当駅も営業休止となる[5][6]。
- 1939年（昭和14年）2月13日 - 近ノ島（西）駅 - 尻毛駅間の運行再開により営業再開[5]。
- 1944年（昭和19年） - 休止[7][5]。
- 1969年（昭和44年）4月5日 - 廃止[7][5]。

なお、開業直後に休止したとする書籍も存在するが、1921年（大正10年）に美濃電気軌道に合併後の北方線（揖斐線）里程表や、1935年（昭和10年）に名古屋鉄道が発足した後の『名鐡電車沿線御案内』（名鉄沿線案内図）に尻毛橋駅の記載があるため事実と異なる。

## 駅構造
単式ホームがある地上駅。伊自良川橋梁（名鉄古川橋）西岸（右岸）の堤防上に位置していた。

## 駅跡
伊自良川橋梁西岸の土手が少しだけ広くなっている箇所が尻毛橋駅の跡地であり、2005年（平成17年）4月1日に揖斐線が廃止されるまで残っていた。しかし、伊自良川橋梁の撤去、及び護岸工事により、2009年（平成21年）6月頃に完全に痕跡は失われた。

## 隣の駅
名古屋鉄道
揖斐線
旦ノ島駅 - 尻毛橋駅 - 尻毛駅